# Condado de Gulf
El condado de Gulf (Gulf County) es un condado ubicado en el estado de Florida. En 2000, su población era de 13 332 habitantes. Su sede está en Port St. Joe.

## Historia
El condado de Gulf fue creado en 1925. Sus costas están en el golfo de México de donde deriva su nombre.

## Demografía
Según el censo de 2000, el condado cuenta con 13 332 habitantes, 4931 hogares y 3535 familias residentes. La densidad de población es de 9 hab/km² (24 hab/mi²). Hay 7587 unidades habitacionales con una densidad promedio de 5 u.a./km² (14 u.a./mi²). La composición racial de la población del condado es 79,89% Blanca, 16,94% Afroamericana o Negra, 0,65% Nativa americana, 0,40% Asiática, 0,05% De las islas del Pacífico, 0,53% de Otros orígenes y 1,55% de dos o más razas. El 2,03% de la población es de origen Hispano o Latino cualquiera sea su raza de origen.
De los 4931 hogares, en el 28,40% de ellos viven menores de edad, 55,50% están formados por parejas casadas que viven juntas, 11,90% son llevados por una mujer sin esposo presente y 28,30% no son familias. El 25,50% de todos los hogares están formados por una sola persona y 11,40% de ellos incluyen a una persona de más de 65 años. El promedio de habitantes por hogar es de 2,42 y el tamaño promedio de las familias es de 2,87 personas.
El 21,70% de la población del condado tiene menos de 18 años, el 6,80% tiene entre 18 y 24 años, el 29,40% tiene entre 25 y 44 años, el 26,00% tiene entre 45 y 64 años y el 16,20% tiene más de 65 años de edad. La edad media es de 40 años. Por cada 100 mujeres hay 114,60 hombres y por cada 100 mujeres de más de 18 años hay 116,70 hombres.
La renta media de un hogar del condado es de $30 276, y la renta media de una familia es de $36 289. Los hombres ganan en promedio $27 539 contra $20 780 para las mujeres. La renta per cápita en el condado es de $14 449 el 16,70% de la población y 13,70% de las familias tienen rentas por debajo del nivel de pobreza. De la población total bajo el nivel de pobreza, el 20,80% son menores de 18 y el 14,10% son mayores de 65 años.

## Ciudades y pueblos
- Port St. Joe
- Wewahitchka